# توني كينسلا
توني كينسلا (بالإنجليزية: Tony Kinsella)‏ هو لاعب كرة قدم بريطاني، ولد في 30 أكتوبر 1961 في Orsett ‏ في المملكة المتحدة. شارك مع منتخب جمهورية أيرلندا تحت 21 سنة لكرة القدم. أما مع النوادي، فقد لعب مع إيبسويتش تاون ونادي إنفيلد ونادي تشيلمسفورد ونادي دونكاستر روفرز ونادي ميلوول.